# أبو سليم (ولاية غرب النيل)
تقع قرية أبو سليم في مساحة نحو أربعة كيلو مترات، في الجانب الغربي لنهر النيل العظيم شمال السودان، في ولاية نهر النيل، وتقع في الجنوب الغربي لعاصمة ولاية نهر النيل  الدامر وإلى الجنوب من مشروع سولا الزراعي، وفي أقصى شمال مشروع الزيداب الزراعي.
يحدها من الشرق النيل والمساحات الزراعية، ومن الغرب مزارع القرية، ومن الجنوب مساحة زراعية، يربطها طريق طويل يبدأ من منطقة أم الطيور[ ؟ ] غرب مدينة عطبرة وحتى مدينة شندي مرورا ًبمحلية الزيداب من الناحية الجنوبية.